# Bembidion obliquum
Bembidion obliquum es una especie de escarabajo del género Bembidion, familia Carabidae. Fue descrita científicamente por obliquum Sturm en 1825.
Habita en Albania, Armenia, Austria, Bielorrusia, Bélgica, Bulgaria, Turquía, Chequia, Dinamarca, Estonia, Finlandia, Francia, Alemania, Gran Bretaña, Hungría, Irán, Japón, Kazajistán, Letonia, Lituania, Moldavia, Mongolia, Países Bajos, Noruega, Polonia, Rumania, Rusia, Serbia, Eslovaquia, Suecia y Suiza.